# Unilateralismo
Unilateralismo é qualquer doutrina ou agenda que apoie uma ação unilateral. Tal ação pode ser em desrespeito a outros partidos políticos ou uma expressão de compromisso para uma direção que outros partidos podem achar agradável. O termo unilateralismo é um neologismo (embora já esteja em uso comum) criado para ser um antônimo de multilateralismo, a doutrina que afirma os benefícios da participação do maior número de entidades políticas possível. Os dois termos juntos podem se referir a diferenças na abordagem da política externa de um país em relação a problemas internacionais. Acordo assinado por várias partes é absolutamente necessário — por exemplo, no contexto do comércio internacional — acordos bilaterais (envolvendo dois participantes) são geralmente preferidos pelos defensores do unilateralismo.
O unilateralismo tem uma longa história nos Estados Unidos. Em seu famoso e influente discurso de despedida, George Washington advertiu que o país devia "manter-se livre de alianças permanentes com qualquer porção do mundo exterior". Muitos anos mais tarde, esta abordagem foi marcada (por seus oponentes) como "isolacionista", mas alguns historiadores da diplomacia norte-americana têm sustentado que o termo "isolacionismo" é um equívoco e que a política externa dos Estados Unidos, começando com Washington, tem sido tradicionalmente impulsionada pelo unilateralismo.